# Lista miniștrilor români de finanțe
Aceasta este o listă a miniștrilor de finanțe ai României. Ministerul Finanțelor a mai fost numit și Ministerul Economiei Naționale și Finanțelor între 23 august–4 noiembrie 1944, iar între 30 aprilie 1991–19 noiembrie 1992 a fost numit Ministerul Economiei și Finanțelor.

## România(22 ianuarie1862–11 aprilie1881)
- 001. Alexandru C. Moruzi - 22 ianuarie 1862 - 27 ianuarie 1862
- 002. Grigore Balș - 27 ianuarie 1862 - 1 martie 1862
- 003. Alexandru Catargi - 11 martie 1862 - 24 martie 1862
- 004. Teodor Ghica - 24 martie 1862 - 12 iulie 1862
- 005. Alexandru Cantacuzino - 12 iulie 1862 - 30 septembrie 1862
- 006. Alexandru Cantacuzino - 30 septembrie 1862 - 16 martie 1863
- 007. Constantin I. Iliescu - 16 martie 1863 - 31 iulie 1863
- 008. Constantin I. Iliescu - 31 iulie 1863 - 11 octombrie 1863
- 009. Ludovic Steege - 11 octombrie 1863 - 21 ianuarie 1865
- 010. Nicolae Rosetti-Bălănescu - 21 ianuarie 1865 - 26 ianuarie 1865
- 011. Ion Strat - 26 ianuarie 1865 - 14 iunie 1865
- 012. Nicolae Kretzulescu - 14 iunie 1865 - 30 ianuarie 1866
- 013. Ioan Oteteleșanu - 30 ianuarie 1866 - 11 februarie 1866
- 014. Dimitrie A. Sturdza - 11 februarie 1866 - 16 februarie 1866
- 015. Petre Mavrogheni - 16 februarie 1866 - 10 mai 1866
- 016. Ion C. Brătianu - 11 mai 1866 - 13 iulie 1866
- 017. Petre Mavrogheni - 15 iulie 1866 - 21 februarie 1867
- 018. Alexandru Văsescu - 1 martie 1867 - 4 august 1867
- 019. Ludovic Steege - 17 august 1867 - 1 octombrie 1867
- 020. Grigore Arghiropol - 1 octombrie 1867 - 27 octombrie 1867
- 021. Ion C. Brătianu - 27 octombrie 1867 - 13 noiembrie 1867
- 022. Ion C. Brătianu - 13 noiembrie 1867 - 29 aprilie 1868
- 023. Ion C. Brătianu - 1 mai 1868 - 12 august 1868
- 024. Ion C. Brătianu - 12 august 1868 - 16 noiembrie 1868
- 025. Alexandru G. Golescu - 16 noiembrie 1868 - 27 ianuarie 1870
- 026. Ioan A. Cantacuzino - 2 februarie 1870 - 30 martie 1870
- 027. Constantin Grădișteanu - 20 aprilie 1870 - 14 decembrie 1870
- 028. Dimitrie A. Sturdza - 18 decembrie 1870 - 11 martie 1871
- 029. Petre Mavrogheni - 11 martie 1871 - 7 ianuarie 1875
- 030. Gheorghe Grigore Cantacuzino - 7 ianuarie 1875 - 30 ianuarie 1876
- 031. Ion Strat - 30 ianuarie 1876 - 31 martie 1876
- 032. General Christian Tell - 4 aprilie 1876 - 26 aprilie 1876
- 033. Ion C. Brătianu - 27 aprilie 1876 - 27 ianuarie 1877
- 034. Dimitrie A. Sturdza - 27 ianuarie 1877 - 21 februarie 1877
- 035. Ion C. Brătianu - 21 februarie 1877 - 20 august 1877
- 036. Ion Câmpineanu - 20 august 1877 - 23 septembrie 1877
- 037. Ion Câmpineanu - 23 septembrie 1877 - 25 noiembrie 1878
- 038. Dimitrie A. Sturdza - 25 noiembrie 1878 - 16 februarie 1880
- 039. Ion C. Brătianu - 16 februarie 1880 - 25 februarie 1880
- 040. Ion Câmpineanu - 25 februarie 1880 - 15 iulie 1880
- 041. Ion C. Brătianu - 15 iulie 1880 - 24 octombrie 1880
- 042. Ion C. Brătianu - 24 octombrie 1880 - 5 aprilie 1881
- 043. Colonel Nicolae Dabija - 10 aprilie 1881 - 11 aprilie 1881

## Regatul României(11 aprilie 1881–7 noiembrie1947)
- 043. Dimitrie A. Sturdza - 11 aprilie 1881 - 8 iunie 1881
- 045. Ion C. Brătianu - 9 iunie 1881 - 1 decembrie 1881
- 046. Gheorghe Chițu - 1 decembrie 1881 - 25 ianuarie 1882
- 047. Gheorghe Lecca - 25 ianuarie 1882 - 30 august 1885
- 048. Constantin Nacu - 13 septembrie 1885 - 16 decembrie 1885
- 049. Constantin Nacu - 16 decembrie 1885 - 1 martie 1888
- 050. Dimitrie A. Sturdza - 1 martie 1888 - 20 martie 1888
- 051. Menelas Ghermani - 23 martie 1888 - 26 martie 1889
- 052. George D. Vernescu - 29 martie 1889 - 3 noiembrie 1889
- 053. Menelas Ghermani - 5 noiembrie 1889 - 15 februarie 1891
- 054. George D. Vernescu - 21 februarie 1891 - 25 noiembrie 1891
- 055. Alexandru B. Știrbei - 27 noiembrie 1891 - 18 decembrie 1891
- 056. Menelas Ghermani - 18 decembrie 1891 - 3 octombrie 1895
- 057. Gheorghe Cantacuzino-Râfoveanu - 4 octombrie 1895 - 13 martie 1897
- 058. Vasile Lascăr - 13 martie 1897 - 26 martie 1897
- 059. Gheorghe Cantacuzino-Râfoveanu - 31 martie 1897 - 1 octombrie 1898
- 060. George D. Pallade - 1 octombrie 1898 - 30 martie 1899
- 061. General Gheorghe Manu - 11 aprilie 1899 - 9 ianuarie 1900
- 062. Take Ionescu - 9 ianuarie 1900 7 iulie 1900
- 063. Petre P. Carp - 7 iulie 1900 - 13 februarie 1901
- 064. George D. Pallade - 14 februarie 1901 - 9 ianuarie 1902
- 065. Dimitrie A. Sturdza - 9 ianuarie 1902 - 18 iulie 1902
- 066. Emil Costinescu - 18 iulie 1902 - 20 decembrie 1904
- 067. Take Ionescu - 22 decembrie 1904 - 12 martie 1907
- 068. Emil Costinescu - 12 martie 1907 - 15 decembrie 1910
- 069. Petre P. Carp - 29 decembrie 1910 - 28 martie 1912
- 070. Theodor Rosetti - 28 martie 1912 - 14 octombrie 1912
- 071. Alexandru Marghiloman - 14 octombrie 1912 - 31 decembrie 1913
- 072. Emil Costinescu - 4 ianuarie 1914 - 11 decembrie 1916
- 073. Victor Antonescu - 11 decembrie 1916 - 10 iulie 1917
- 074. Nicolae Titulescu - 10 iulie 1917 - 26 ianuarie 1918
- 075. Fotin Enescu - 29 ianuarie 1918 - 27 februarie 1918
- 076. Mihail Seulescu - 6 martie 1918 - 4 septembrie 1918
- 077. Constantin C. Arion - 4 septembrie 1918 - 24 octombrie 1918
- 078. Fotin Enescu - 24 octombrie 1918 - 29 octombrie 1918
- 079. Oscar Kiriacescu - 29 octombrie 1918 - 12 septembrie 1919
- 080. General Ioan Popescu - 27 septembrie 1919 - 6 octombrie 1919
- 081. Ion Angelescu - 6 octombrie 1919 - 28 noiembrie 1919
- 082. Aurel Vlad - 1 decembrie 1919 - 23 februarie 1920
- 083. Mihai Popovici - 23 februarie 1920 - 13 martie 1920
- 084. Constantin Argetoianu - 13 martie 1920 - 13 iunie 1920
- 085. Nicolae Titulescu - 13 iunie 1920 - 13 decembrie 1921
- 086. Take Ionescu - 17 decembrie 1921 - 17 ianuarie 1922
- 087. Vintilă Brătianu - 19 ianuarie 1922 - 27 martie 1926
- 088. Ion Lapedatu - 30 martie 1926 - 19 martie 1927
- 089. General Alexandru Averescu - 19 martie 1927 - 4 iunie 1927
- 090. Barbu A. Știrbey - 4 iunie 1927 - 6 iunie 1927
- 091. Mihai Popovici - 6 iunie 1927 - 20 iunie 1927
- 092. Vintilă Brătianu - 22 iunie 1927 - 3 noiembrie 1928
- 093. Mihai Popovici - 10 noiembrie 1928 - 15 octombrie 1929
- 094. Iuliu Maniu - 15 octombrie 1929 - 26 octombrie 1929
- 095. Virgil Madgearu - 26 octombrie 1929 - 14 noiembrie 1929
- 096. Virgil Madgearu - 14 noiembrie 1929 - 7 iunie 1930
- 097. Ion Răducanu - 7 iunie 1930 - 8 iunie 1930
- 098. Mihai Popovici - 13 iunie 1930 - 8 octombrie 1930
- 099. Mihai Popovici - 10 octombrie 1930 - 4 aprilie 1931
- 100. Constantin Argetoianu - 18 aprilie 1931 - 31 mai 1932
- 101. Gheorghe Mironescu - 6 iunie 1932 - 17 octombrie 1932
- 102. Virgil Madgearu - 20 octombrie 1932 - 12 ianuarie 1933
- 103. Virgil Madgearu - 14 ianuarie 1933 - 9 noiembrie 1933
- 104. Constantin I.C.(Dinu) Brătianu - 14 noiembrie 1933 - 3 ianuarie 1934
- 105. Victor Slăvescu - 5 ianuarie 1934 - 1 februarie 1935
- 106. Victor Antonescu - 1 februarie 1935 - 29 august 1936
- 107. Mircea Cancicov - 29 august 1936 - 14 noiembrie 1937
- 108. Mircea Cancicov - 17 noiembrie 1937 - 28 decembrie 1937
- 109. Eugen Savu - 28 decembrie 1937 - 10 februarie 1938
- 110. Mircea Cancicov - 10 februarie 1938 - 1 februarie 1939
- 111. Mitiță Constantinescu - 1 februarie 1939 - 4 iulie 1940
- 112. Gheorghe N. Leon - 4 iulie 1940 - 14 septembrie 1940
- 113. George Cretzianu - 14 septembrie 1940 - 27 ianuarie 1941
- 114. General Nicolae N. Stoenescu - 27 ianuarie 1941 - 25 septembrie 1942
- 115. Alexandru D. Neagu - 25 septembrie 1942 - 1 aprilie 1944
- 116. Gheron Netta - 1 aprilie 1944 - 23 august 1944
- 117. General Gheorghe Potopeanu - 23 august 1944 - 13 octombrie 1944
- 118. General Constantin Sănătescu - 13 octombrie 1944 - 4 noiembrie 1944
- 119. Mihail Romniceanu - 4 noiembrie 1944 - 28 februarie 1945
- 120. Dumitru Alimănișteanu - 6 martie 1945 - 11 aprilie 1945
- 121. Mircea Duma - 11 aprilie 1945 - 24 august 1945
- 122. Alexandru Alexandrini - 23 august 1945 - 7 noiembrie 1947

## România - republicăpopularășisocialistă(7 noiembrie 1947–22 decembrie1989)
- 123. Vasile Luca - 7 noiembrie 1947 - 9 martie 1952
- 124. Dumitru Petrescu - 9 martie 1952 - 3 octombrie 1955
- 125. Manea Mănescu - 3 octombrie 1955 - 19 martie 1957
- 126. Aurel Vijoli - 19 martie 1957 - 16 iulie 1968
- 127. Virgil Pîrvu - 16 iulie 1968 - 19 august 1969
- 128. Florea Dumitrescu - 19 august 1969 - 7 martie 1978
- 129. Paul Niculescu-Mizil - 7 martie 1978 - 30 martie 1981
- 130. Petre Gigea - 30 martie 1981 - 26 august 1986
- 131. Alecsandru Babe - 26 august 1986 - 7 decembrie 1987
- 132. Gheorghe Paraschiv - 7 decembrie 1987 - 28 martie 1989
- 133. Ion Pățan - 28 martie 1989 - 22 decembrie 1989

## România postdecembristă (22 decembrie1989–prezent)
- 134. Ion Pățan - 26 decembrie 1989 - 28 iunie 1990
- 135. Theodor Stolojan - 28 iunie 1990 - 30 aprilie 1991
- 136. Eugen Dijmărescu - 30 aprilie 1991 - 26 septembrie 1991
- 137. George Danielescu - 26 septembrie 1991 - 19 noiembrie 1992
- 138. Florin Georgescu - 19 noiembrie 1992 - 11 decembrie 1996
- 139. Mircea Ciumara - 12 decembrie 1996 - 5 decembrie 1997
- 140. Daniel Dăianu - 5 decembrie 1997 - 23 septembrie 1998
- 141. Decebal Traian Remeș - 23 septembrie 1998 - 28 decembrie 2000
- 142. Mihai Nicolae Tănăsescu - 28 decembrie 2000 - 28 decembrie 2004
- 143. Ionuț Popescu - 29 decembrie 2004 - 22 august 2005
- 144. Sebastian Vlădescu - 22 august 2005 - 5 aprilie 2007
- 145. Varujan Vosganian - 5 aprilie 2007 - 22 decembrie 2008
- 146. Gheorghe Pogea - 22 decembrie 2008 - 23 decembrie 2009
- 147. Sebastian Vlădescu  - 23 decembrie 2009 - 3 septembrie 2010
- 148. Gheorghe Ialomițianu - 3 septembrie 2010 – 9 februarie 2012
- 149. Bogdan Alexandru Drăgoi - 9 februarie 2012 - 27 aprilie 2012
- 150. Florin Georgescu - 7 mai 2012 - 21 decembrie 2012
- 151. Daniel Chițoiu - 21 decembrie 2012 - 5 4 martie 2014
- 152. Ioana Petrescu - 5 martie 2014 - 14 decembrie 2014
- 153. Darius Bogdan Vâlcov - 14 decembrie 2014 - 15 martie 2015
- 154. Victor Ponta - 15 martie 2015 - 30 martie 2015 (interimar)
- 155. Eugen Teodorovici - 30 martie 2015 - 17 noiembrie 2015
- 156. Anca Paliu Dragu — 17 noiembrie 2015 - 4 ianuarie 2017
- 157. Viorel Ștefan — 4 ianuarie 2017 - 29 iunie 2017
- 158. Ionuț Mișa  — 29 iunie 2017 - 29 ianuarie 2018
- 159. Eugen Teodorovici — 29 ianuarie 2018 - 4 noiembrie 2019
- 160. Florin Cîțu — 4 noiembrie 2019 - 23 decembrie 2020
- 161. Alexandru Nazare - 23 decembrie 2020 - 8 iulie 2021
- (160). Florin Cîțu - 8 iulie 2021 - 18 august 2021 (interimar)
- 162. Dan Vîlceanu - 18 august 2021 - 25 noiembrie 2021[2]
- 163. Adrian Câciu - 25 noiembrie 2021 - 15 iunie 2023
- 164. Ioan-Marcel Boloș - 15 iunie 2023 – 23 decembrie 2024
- 165. Barna Tánczos - 23 decembrie 2024 – 23 iunie 2025
- 166. Alexandru Nazare - 23 iunie 2025 - prezent